# Матвієнко Ярослав Юрійович
Ярослав Юрійович Матвієнко (рос. Ярослав Юрьевич Матвиенко; нар. 22 березня 1998, Красноярськ, Росія) — російський футболіст, півзахисник ялтинського «Рубіна».

## Життєпис
Вихованець красноярського футболу. Розпочинав свою кар'єру у молодіжній команді «Єнісея». За основну команду дебютував 10 серпня 2019 року у матчі проти «Нафтохіміка» (2:2). 2 лютого 2021 року перейшов до клубу вірменської Прем'єр-ліги «Ноах». Дебютував в елітному дивізіоні 4 березня у матчі проти «Лорі» (0:2). 27 липня 2022 року після 9-ти матчів і двох голів, залишив команду. У 2022 році підписав контракт із клубом «Вест Вірменія». 2023 року захищав кольори міаського «Торпедо». У лютому 2024 року поповнив ряди «Рязані». Влітку того ж року перейшов у ялтинський «Рубін».

## Досягнення
- Прем'єр-ліга Вірменії
  -  Срібний призер (1): 2020/21

- Дивізіон «Б» Другої ліги Росії
  -  Чемпіон (1): 2023 (4-та група)
  -  Срібний призер (1): 2024 (1-ша група)